# HD 187123
HD 187123 är en ensam stjärna belägen i den södra delen av stjärnbilden Svanen. Den har en skenbar magnitud av ca 7,83 och kräver åtminstone en stark handkikare eller ett mindre teleskop för att kunna observeras. Baserat på parallax enligt Gaia Data Release 2 på ca 21,7 mas, beräknas den befinna sig på ett avstånd på ca 150 ljusår (ca 46 parsek) från solen. Den rör sig närmare solen med en heliocentrisk radialhastighet på ca -17 km/s.

## Egenskaper
HD 187123 är en gul till vit stjärna i huvudserien av spektralklass G5 V. Den har en massa som är ca 1,1 solmassor, en radie som är ca 1,2 solradier och har ca 1,6 gånger solens utstrålning av energi från dess fotosfär vid en effektiv temperatur av ca 5 000 - 6 000 K.

## Planetsystem

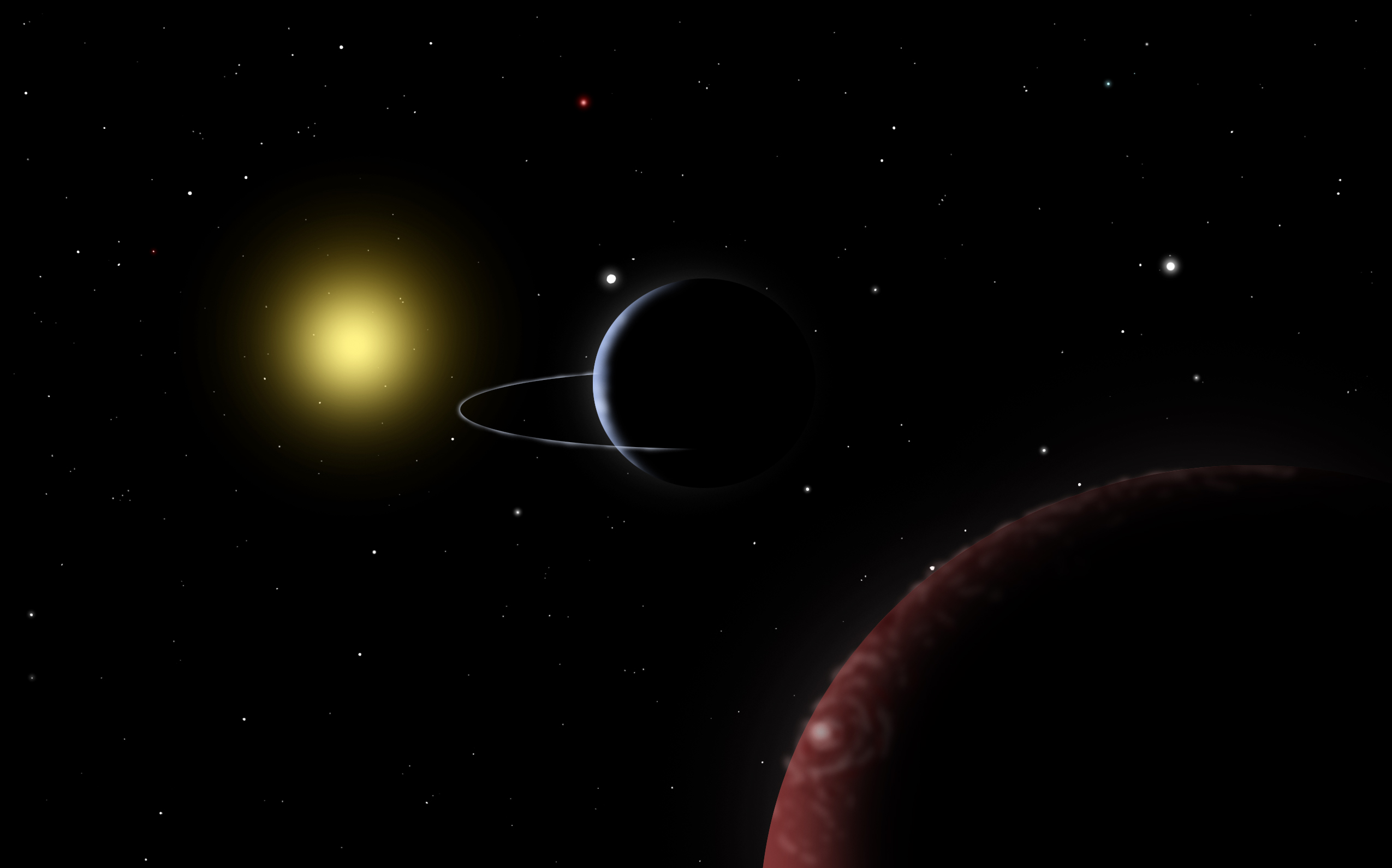
HD 187123 har ett planetariskt system med minst två planeter. Här konstnärens bild av planeterna HD 187123 b och c.

År 1998 upptäcktes en möjlig exoplanet i omlopp kring HD 187123. Det fanns också tecken på att ett annat, mer avlägset objekt kretsade kring stjärnan och detta påstående publicerades 2006.  Denna planet bekräftades 2009.
| Planet | Massa               | Halv storaxel (AE) | Siderisk omloppstid (d) | Excentricitet   | Inklination | Radie |
| ------ | ------------------- | ------------------ | ----------------------- | --------------- | ----------- | ----- |
| b      | ≥0,5074 ± 0,0026 MJ | 0,04213 ± 0,00034  | 3,0965886 ± 0,0000043   | 0,0093 ± 0,0046 | -           | -     |
| c      | ≥1,818 ± 0,035 MJ   | 4,417 ± 0,054      | 3 324 ± 46              | 0,280 ± 0,022   | -           | -     |